# Karl Selter

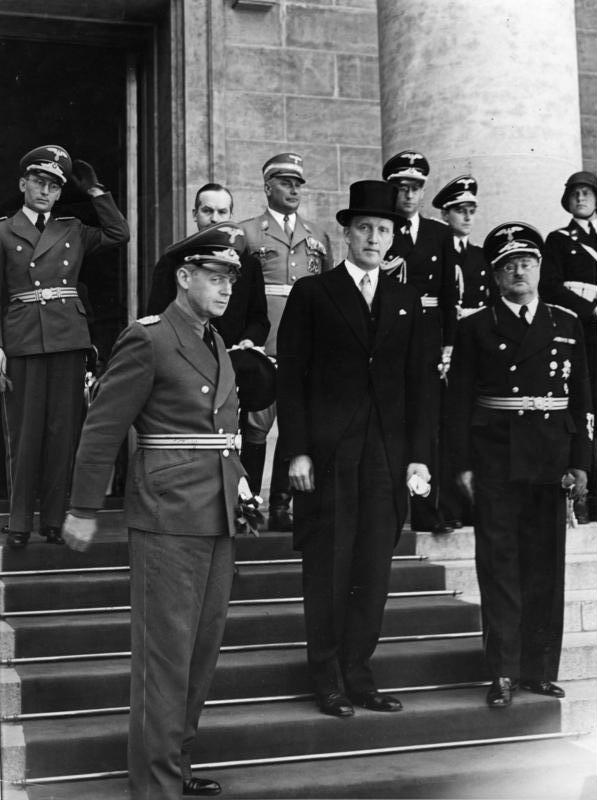
Karl Selter z Joachimem von Ribentroppem w dniu podpisania paktu o nieagresji z III Rzeszą 7 czerwca 1939.

Karl Selter (ur. 24 czerwca 1898 w Kapu, zm. 31 stycznia 1958 w Genewie) – estoński polityk, minister gospodarki (1933-1938) oraz minister spraw zewnętrznych (1938-1939).

## Życiorys
W latach 1919–1921 studiował medycynę na uniwersytecie w Tartu, lecz ostatecznie w 1925 ukończył na nim prawo. Do roku 1933 był pracownikiem w resortach obrony narodowej i sprawiedliwości Estonii, prowadził także praktykę adwokacką. Od października 1933 do maja 1938 był ministrem gospodarki Estonii. W czasie pełnienia tego urzędu prowadził politykę interwencjonizmu państwowego. Stymulowanie rozwoju gospodarczego polityką podatkową, zaangażowanie państwa w produkcję przemysłową (pod koniec lat 30. XX wieku prawie 25 procent produkcji w Estonii wytwarzały przedsiębiorstwa państwowe) oraz zdobywanie nowych rynków zbytu dla produktów rolnych przyczyniło się do rozwoju gospodarczego Estonii. Selter od 1937 był posłem Zgromadzenia Narodowego, a w maju 1938 został ministrem spraw zagranicznych. Trudna sytuacja Estonii w tym czasie, wynikająca między innymi z zagrożenia ze strony ZSRR uniemożliwiała znalezienie sposobu na przetrwanie niepodległego kraju. W maju 1939 Selter podjął się próby negocjacji z III Rzeszą, co zaowocowało podpisanym miesiąc później paktem o nieagresji, który nie poprawił sytuacji Estonii – Niemcy nie miały zamiaru przeciwdziałać kolejnym żądaniom Związku Radzieckiego wobec Estonii. Sytuacja pogorszyła się we wrześniu 1939, kiedy upadek Polski oznaczał kolejne wpływy Związku Radzieckiego w Estonii. 28 września 1939 Selter podpisał wymuszony układ ze Związkiem Radzieckim, oznaczający de facto oddanie państwa pod kuratelę Stalina. Układ ten doprowadził do upadku rządu Karela Eenpalu oraz dymisję Seltera, który został wysłany do Genewy, by objąć tam funkcję ambasadora Estonii przy Lidze Narodów. Dzięki temu udało mu się uratować życie, ponieważ pozostali członkowie ostatniego, przedwojennego rządu Estonii padli ofiarą mordów NKWD. W czasie II wojny światowej utrzymywał kontakt z estońskimi dyplomatami. Na wieść o tym, że państwa zachodnie nie uznają jego statusu dyplomatycznego, opuścił w 1946 Genewę. Później pełnił funkcję nieformalnego przedstawiciela Estonii przy rządzie RFN. Zmarł w 1958.